# Thomas Pavier

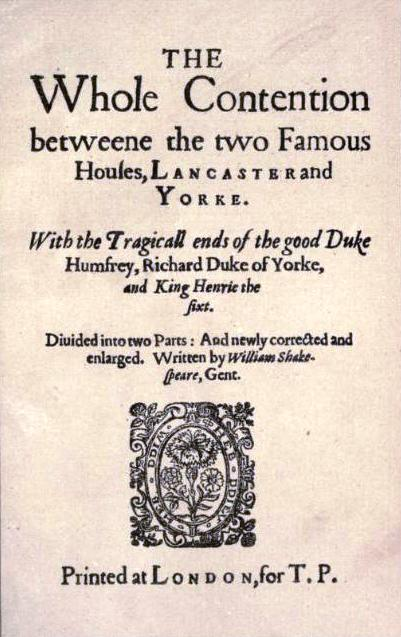
The Whole Contention Between the Two Famous Houses of York and Lancaster (1619), herausgegeben von Pavier zusammen mit William Jaggard als Teil der sog. Falschen Folio von 1619

Thomas Pavier (geboren vor 1600; gestorben 1625 in London) war ein englischer Verleger und Buchhändler des frühen 17. Jahrhunderts. Seine Beziehungen zu den Veröffentlichungen der frühen Druckausgaben der Werke von William Shakespeare und der sogenannten Shakespeare Apocrypha, verschaffte ihm lange Zeit einen zweifelhaften Ruf unter den Shakespeare-Gelehrten.

## Leben und Werk
Pavier wurde auf ungewöhnliche Weise Verleger. Anstatt eine Laufbahn als Lehrling der Stationers Company zu beginnen, kam er als einer der wenigen jungen Männer aus den Reihen der Drapers Company, einer der über 100 Livery Companys am 3. Juni 1600 zu den Stationer. Pavier war Lehrling bei William Barley, einem Textilkaufmann der gleichzeitig Buchhändler war. Pavier stieg im gleichen Jahr in den Buchhandel ein, sein Geschäft befand sich in dem Haus "Cat and Parrots", gegenüber der "Pope's Head Alley" im zentralen Londoner Stadtteil Cornhill.
In seiner über 25-jährigen Karriere wurde Pavier durch die Veröffentlichung populärer religiöser Schriften wohlhabend. Am Begin seiner Laufbahn arbeitete er aber am unteren Ende des öffentlichen Ansehens seiner Zeit, indem er Volksbücher, Pamphlet und Dramentexte herausgab. Eine der ersten der von ihm herausgegebenen Balladensammlungen war The Fair Widow of Watling Street and Her Three Daughters (ca. 1600). Es folgten ähnliche Werke mit reißerischen Titeln, wie The Lamentable Murthers of Sir John Fitz (1605), A Cruel Murther in Worcestershire  (1605), The Fire in Shoreditch (1606), The Traitors' Downfall (1606), The Shepherd's Lamentation (1612) und The Burning of Tyverton (1612).
Paviers Geschäft florierte und er wurde im Jahre 1622 einer der Aufseher der Stationer, gab aber weiterhin Balladensammlungen heraus. Als die Stationer in den Jahren 1612–20 den Druck von Balladen begrenzte, war Pavier einer der wenigen, die dazu eine Lizenz hatten. 1624 wurde er Mitglied der "Ballad Stock," einer Vereinigung von Stationer, die sich auf die Herausgabe dieser Sammlungen spezialisiert hatten.

## Dramentexte
Eine der ersten Amtshandlungen von Pavier als Stationer war am 11. August 1600 der Eintrag für das populäre Schauspiel Captain Thomas Stukeley ins Stationers’ Register. Er veröffentlichte in der Folge weitere Schauspiele, so zum Beispiel The Fair Maid of Bristow (1605) und The First Part of Hieronimo (1605), einem anonymen "Prequel" von Thomas Kyds The Spanish Tragedy. Pavier veröffentlichte auch weitere Ausgaben von Kyd's Schauspiel: am 14. August 1600 erwarb er die Rechte an The Spanish Tragedy und besorgte deren vierte Auflage im Jahre 1602. Er veröffentlichte 1602 das dritte Quarto von A Looking Glass for London, von Thomas Lodge und Robert Greene, und das zweite Quarto des anonym veröffentlichten Stückes Jack Straw im Jahre 1604.

## Beziehungen zum Werk von Shakespeare
Thomas Pavier ist bekannt für seine Beteiligung an der Herausgabe von Shakespeare's authentischen Stücken und den sog. "Shakespeare Apocrypha":
- Sir John Oldcastle – er besorgte den Eintrag am 11. August 1600 und veröffentlichte es im gleichen Jahr. Das erste Quarto wurde anonym veröffentlicht und Shakespeare 1619 zugeschrieben.
- Henry V – Pavier erwarb am 14. August 1600 die Rechte an dem Stück. Im selben Jahr wurde es als unautorisierte Version von Thomas Millington und John Busby veröffentlicht. Pavier besorgte das zweite Quarto im Jahre 1602.
- Henry VI, Part 2 und Henry VI, Part 3 – Pavier erwarb von Millington am 19. April 1602 die Rechte an den Stücken.
- A Yorkshire Tragedy – Pavier trug das Stück am 2. Mai 1608 ins Register ein und veröffentlichte es im gleichen Jahr mit der (falschen) Autorschaftsangabe bezüglich Shakespeare.

Pavier hatte noch weitere Beziehungen zum Werk Shakespeares. Als Thomas Millington seine Rechte am zweiten und dritten Teil von Henry VI im Jahre 1602 an ihn veräußerte, erwarb er auch das Copyright von Titus Andronicus, veröffentlichte das Stück aber nicht. Das dritte Quarto des "Titus" wurde 1611 von Edward White besorgt. Im Jahre 1608 veröffentlichte Pavier The History of Hamblet. Dabei handelt es sich um die englische Übersetzung der Hamleterzählung, die François de Belleforest in seiner Sammlung Histoires Tragiques aus der lateinischen Version der Historia Danica des Saxo Grammaticus ins Französische übersetzt hatte.

## Die "Falsche Folio"
Pavier war zusammen mit William Jaggard an der "False Folio-Affäre" im Jahr 1619 beteiligt. Dabei handelt es sich um die Veröffentlichung von zehn Dramentexten als Quarto-Ausgaben. Darunter waren sieben Stücke von Shakespeare, ein Gemeinschaftswerk und zwei Shakespeare zugeschriebene Stücke. Einige der Quartos tragen gefälschte Angaben auf der Titelseite. Die frühen Ausgaben 2 and 3 Henry VI wurden unter dem Titel The Whole Contention Between the Two Famous Houses of York and Lancaster. in einem Band veröffentlicht. Dieser Band und vier weitere (Henry V, Sir John Oldcastle, A Yorkshire Tragedy, and Pericles, Prince of Tyre) enthalten die Initiale "T. P." auf der Titelseite.
Zu den vielen Unklarheiten dieser Vorkommnisse gehört auch die Rolle von Pavier. Er war ein Geschäftspartner von Jaggard, aber die genaue Natur ihrer Zusammenarbeit wird unter Gelehrten kontrovers diskutiert.
Aufgrund der Überzeugung, dass Pavier eine Hauptrolle in dieser Angelegenheit spielt, verwenden manche Gelehrte den Begriff "Pavier-Quartos" für die betreffenden Druckausgaben.
Während ein Teil der Shakespeare-Gelehrten Pavier lange Zeit den Ruf eines „betrügerischen“ Verlegers („rogue printer“) zuschrieben, weist Andrew Murphy darauf hin, dass Pavier durchaus die Veröffentlichungsrechte an den abgedruckten Texten besaß oder aus anderen Gründen zum Druck berechtigt war. Der Hintergrund für die falschen Angaben auf den Titelseiten könnte ihm zufolge möglicherweise auf ein listiges Vorgehen („ruse“) Paviers zurückzuführen sein, um drei Jahre nach dem Tode Shakespeares durch die neue Veröffentlichung nicht in eventuelle Streitigkeiten mit den King’s Men, der vormaligen Schauspieltruppe Shakespeares, zu geraten, die unter dem Schutz des Königs stand. Murphy zufolge gab es keinerlei Einwände seitens der Drucker- und Verlegergilde („Stationers’ Company“) gegen Paviers Veröffentlichungen der Shakespeare’schen Dramentexte. Pavier zählte zur damaligen Zeit zudem zu den hoch angesehenen Mitgliedern dieser Gilde und hätte im Falle eines Raubdrucks leichtfertig seinen guten Ruf aufs Spiel gesetzt.